# María Marta Carballo Arce

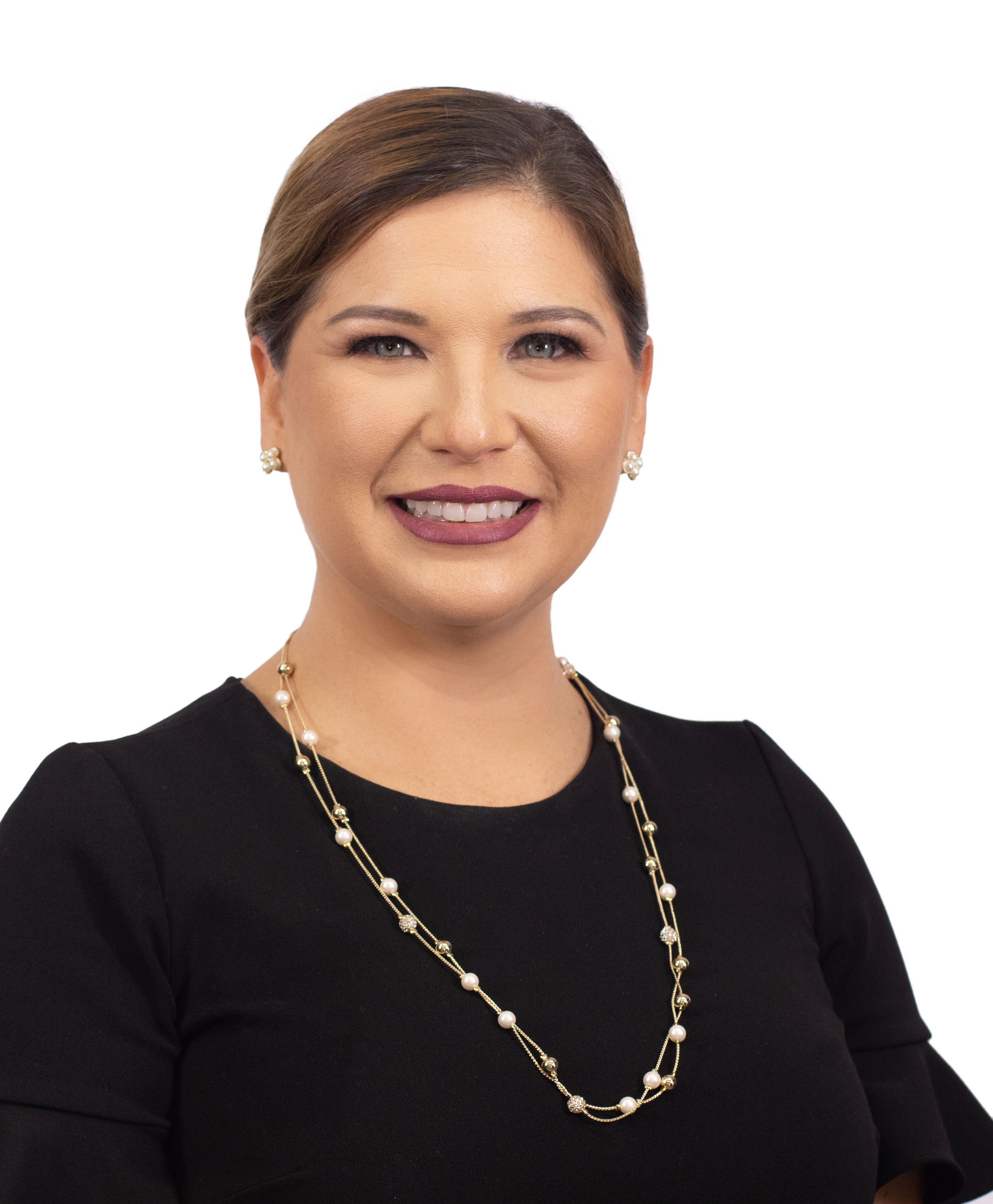
María Marta Carballo Arce

María Marta Carballo Arce (* 4. Mai 1983 in San José) ist eine costa-ricanische Politikerin des Partido Unidad Social Cristiana (PUSC), die unter anderem seit 2022 Mitglied der Legislativversammlung von Costa Rica ist.

## Leben
María Marta Carballo Arce besuchte das „Caribbean College“ sowie die Sekundarschule „María Inmaculada“ 2000 und begann daraufhin ein Studium der Fachrichtung Physiotherapie an der Universidad Santa Paula, welches sie 2010 mit einem Lizenziat (Licenciatura en Fisioterapia) beendete. Ein weiteres Studium der Fachrichtung Ernährungsberatung an der Universidad Hispanoamericana schloss sie 2015 ebenfalls mit einem Lizenziat (Licenciatura en Nutrición) ab. Darüber hinaus erwarb sie an der Universidad Santa Paula einen Abschluss als Master in Frühförderung (Maestría Estimulación Temprana). Sie arbeitete danach als Koordinatorin für Physiotherapie und Neuroentwicklung sowie als Ernährungsberaterin am Hospital Tony Facio Castro. Ihr politisches Engagement für die Partei der Christlich-Sozialen Einheit PUSC (Partido Unidad Social Cristiana) begann sie in der Kommunalpolitik und war zunächst von 2010 bis 2016 Mitglied eines Stadtrates und war 2018 parlamentarische Beraterin und Geschäftsführerin der PUSC-Fraktion. 2018 wurde sie als Spitzenkandidatin der PUSC zum Mitglied des Parlaments der Provinz Limón gewählt, dem sie bis 2022 angehörte, und war zudem von 2018 bis 2022 Delegierte für die Juventud, die Jugendorganisation der Partei. Sie fungierte weiterhin als Vizepräsidentin des Nationalen Komitees der PUSC für Jugendarbeit und -unterstützung (Comité Nacional de Trabajo y Apoyo Juventud) und als Mitglied der Politischen Direktion des PUSC.
Bei der Parlamentswahl 2022 wurde María Marta Carballo Arce für die PUSC erstmals zum Mitglied der Legislativversammlung von Costa Rica (Asamblea Legislativa) und vertritt in dieser seither die Provinz Limón. In der Legislativversammlung war sie Mitglied des Ständigen Ausschusses für Wirtschaft sowie des Ständigen Sonderausschusses für Tourismus. Am 29. April 2023 wurde sie Erste Sekretärin des Präsidiums der Legislativversammlung für die Sitzungsperiode 2023/24. Am 9. Januar 2024 verabschiedete die Legislativversammlung in erster Lesung ein vor ihr vorgelegten Gesetzesentwurf, der die Gewährung der bedingten Freilassung für Personen verschärfen soll, die wegen mehr als 18 Straftaten verurteilt wurden.
Im Januar 2024 schloss sie die Ehe mit dem PUSC-Berater Henry Salazar.